# بخش لوپان
بخش لوپان یکی از بخشهای ایالت برن  در کشور سوئیس است.